# Ранчетес (Вајоминг)
Ранчетес (енгл. Ranchettes) насељено је место без административног статуса у америчкој савезној држави Вајоминг.

## Демографија
По попису из 2010. године број становника је 5.798, што је 929 (19,1%) становника више него 2000. године.
| Група             | 2000.         | 2010.         |
| Белци             | 4.474 (91,9%) | 5.241 (90,4%) |
| Афроамериканци    | 43 (0,9%)     | 52 (0,9%)     |
| Азијати           | 45 (0,9%)     | 55 (0,9%)     |
| Хиспаноамериканци | 233 (4,8%)    | 348 (6,0%)    |
| Укупно            | 4.869         | 5.798         |